# Stazione di Coolmine
La Coolmine railway station è una stazione ferroviaria che fornisce servizio a Coolmine, Contea di Dublino, Repubblica d'Irlanda. È collocata sulla linea pendolare che collega Dublino a Longford. Adiacente alla struttura della stazione c'è un parcheggio piuttosto ampio, molto utile in quanto anche parcheggio di interscambio.
La stazione fu aperta il 2 luglio 1990 insieme a quelle di Leixlip Confey, Castleknock e Broombridge. Nel 2000 la struttura fu migliorata con l'ampliamento delle banchine e con la realizzazione di una biglietteria.

## Servizi
- Servizi igienici
- Capolinea autolinee
- Biglietteria a sportello
- Biglietteria self-service
- Distribuzione automatica cibi e bevande